# 高岡おとぎの森公園
高岡おとぎの森公園（たかおかおとぎのもりこうえん）は、富山県高岡市佐野・上黒田にある都市公園（総合公園）である。森のふれあい倶楽部（砺波工業、中越緑化、富山興業の3社の共同運営）により運営されている。

## 概要
1991年に総務省が『平成記念子供のもり公園』のひとつとして当公園を選定したのを受け、1996年に開催された『全国都市緑化とやまフェア』（とやま緑化祭）に合わせて高岡市が整備した敷地面積11 ha（東京ドームの約2.35倍）の公園である。
当公園のマスコットとして、妖精エコ、カエル博士、妖精キーノ、水の精の4匹が使用されている。
毎週火曜日と年末年始は休館、入園は無料である。

## 主な施設
ドラえもんの空き地
高岡市出身の漫画家藤子・F・不二雄の代表作『ドラえもん』の作中の場面である空き地を再現したゾーン。等身大の『ドラえもん』の登場人物の像があり、若い親子連れに人気である。
おとぎの森館
高さ38.2 メートル、地上3階、地下1階。1996年5月22日完成。
風の砦
高さ10.5 mのツインタワー型見晴らし台。
なかよしハウス
ドラえもんのグッズがあり、2階では『藤子不二雄全集』が揃う。
メルヘンガーデン
バラが計67品種600株植えられている。
大型複合遊具
長さ約30.8mの大型滑り台とターザンロープなどの複合遊具。
冒険の森
森のお祭り広場
おとぎの森広場
ドラえもんの日時計
森のふれあい館
ふれあい広場

## 交通
自動車
あいの風とやま鉄道線高岡駅から10分、北陸新幹線・城端線新高岡駅から5分、E41能越自動車道高岡ICから10分。
バス
佐野新町バス停前下車、徒歩3分。
徒歩
北陸新幹線・城端線新高岡駅から徒歩約15分。